# Objection (Tango)
Objection (Tango) è un brano contenuto nel primo album in lingua inglese della cantautrice colombiana Shakira, Laundry Service. La canzone è stata estratta come terzo singolo dell'album. Il brano è stato scritto e prodotto dalla cantante sia in inglese che in spagnolo; quest'ultima versione è intitolata Te Aviso, Te Anuncio (Tango) (in italiano "ti avverto, ti annuncio"). Te aviso, te anuncio ha vinto un Latin Grammy Awards come miglior canzone rock nel 2003.

## Descrizione
Objection è la prima canzone scritta completamente in inglese da Shakira. Sia la versione inglese che quella spagnola hanno lo stesso ritmo, che è molto simile al tango uruguaiano-argentino La cumparsita.
La canzone inizia come un tango classico con allusioni a La cumparsita, con piano, contrabbasso e bandoneón. Comunque, quando inizia a suonare la batteria, si trasforma in una canzone rock latina, con chitarre elettriche e un basso. Nel bridge del brano, l'autrice interpreta un rap sarcastico a sfavore dei "triangoli d'amore".

## Video musicale
Il video musicale inizia con Shakira ed il suo ex fidanzato intenti a ballare un tango. Quando il ballo finisce, lui se ne va, la musica continua e Shakira inizia a ballare. La cantante si reca in un club dove trova l'ex fidanzato con la sua nuova ragazza, interpretata dalla pornostar Tabitha Taylor. Successivamente inizia una sequenza animata in cui Shakira fa pressione nei nuovi impianti al silicone della nuova ragazza e lancia il suo ex fidanzato in un'altra stanza. Alla fine della sequenza animata Shakira confronta i due amanti, ma viene lanciata su un tavolo di vetro. Le parodie di due supereroi (uno dei quali interpretato da Daniel Southworth), Batman e Superman, arrivano al suo fianco, e col loro aiuto riesce a sconfiggere i due amanti. Shakira è quindi vista sorridere sarcasticamente verso i due nemici, ora legati nel baule della sua auto. Essi provano a urlare, cercando aiuto, ma Shakira continua a sorridere e chiude il bagagliaio. Il video passa poi in una stanza dove Shakira si sta esibendo, rivelando di aver legato i due ad una ruota girevole. La ruota continua ad accelerare finché i due non si sganciano e volano via.

## Tracce e formati
CD single
1. Objection (Tango) (Radio Edit) — 3:29
2. Objection (Tango) (Album Version) — 3:42

12" maxi
1. Objection (Tango) (Album Version) — 3:42
2. Objection (Tango) (Jellybean's Funhouse Mix) — 7:55
3. Te aviso, te anuncio (Tango) (Gigidagostinopsicoremix) — 10:53

CD maxi
1. Objection (Tango) (Radio Edit) — 3:29
2. Objection (Tango) (Album Version) — 3:42
3. Objection (Tango) (Kupper's Deep Future Radio Edit) — 4:26
4. Te aviso, te anuncio (tango) (Gigidagostinopsicoremix Edit) — 6:10
5. Objection (Tango) (Music Video) — 3:42

## Classifiche
La versione inglese del pezzo raggiunse la posizione 55 della classifica di Billboard Hot 100, mentre quella spagnola arrivò sedicesima nella Hot Latin Tracks. Anche se Objection non raggiunse il successo dei precedenti singoli - Whenever, Wherever e Underneath Your Clothes - la canzone divenne una hit nel programma di MTV TRL, raggiungendo la prima posizione e rimanendo in classifica per sei settimane. In Europa la canzone è andata meglio, raggiungendo la dodicesima posizione della classifica Eurochart Hot 100 Singles. Objection (Tango) ebbe un ottimo successo commerciale nei paesi europei ed australiani, raggiungendo le prime dieci posizioni nella maggior parte delle classifiche. La versione spagnola del brano divenne per Shakira un'altra hit nel mondo latino.
| Classifica (2002)                   | Posizione più alta |
| ----------------------------------- | ------------------ |
| Australia                           | 2                  |
| Austria                             | 12                 |
| Belgio (Fiandre)                    | 9                  |
| Belgio (Vallonia)                   | 8                  |
| Danimarca                           | 20                 |
| Europa                              | 13                 |
| Finlandia                           | 10                 |
| Francia                             | 10                 |
| Germania                            | 19                 |
| Irlanda                             | 12                 |
| Italia                              | 6                  |
| Norvegia                            | 8                  |
| Nuova Zelanda                       | 8                  |
| Paesi Bassi                         | 5                  |
| Regno Unito                         | 17                 |
| Svezia                              | 7                  |
| Svizzera                            | 10                 |
| Ungheria (Radio)                    | 1                  |
| Ungheria (Singoli)                  | 16                 |
| US Billboard Hot 100                | 55                 |
| US Hot Dance Club Songs (Billboard) | 25                 |
| US Latin Songs (Billboard)          | 16                 |
| US Latin Pop Songs (Billboard)      | 26                 |
| US Radio Songs (Billboard)          | 59                 |
| US Pop Songs (Billboard)            | 21                 |

### Classifiche di fine anno
| Classifica di fine anno (2002) | Posizione |
| ------------------------------ | --------- |
| Australia                      | 44        |
| Belgio (Fiandre)               | 97        |
| Germania                       | 71        |
| Nuova Zelanda                  | 49        |
| Classifica di fine anno (2003) | Posizione |
| Belgio (Vallonia)              | 58        |
| Francia                        | 43        |
| Svizzera                       | 86        |

### Certificazioni
| Paese     | Certificazione | Data          | Vendite certificate |
| --------- | -------------- | ------------- | ------------------- |
| Australia | Platino        | 2002          | 70,000              |
| Francia   | Argento        | 9 luglio 2003 | 125,000             |
| Norvegia  | Oro            | 2003          | 5,000               |